# ییشینگ
ییشینگ (به انگلیسی: Yixing) شهر در سطح شهرستانی در استان جیانگسو چین است. به دلیل تولید سفال سنتی شناخته شده است. ییشینگ بخشی از استان شهر مرکزی ووشی است که در دلتای رودخانه یانگتسه واقع شده است. خود ییشینگ، در واقع یک شهر اقماری ووشی است، نه در یانگ‌تسه بلکه در تایهو، دریاچه بزرگ جنوب بستر رودخانه واقع شده است. در سال ۲۰۱۱، منطقه شهری ییشینگ بیش از ۱ .۲۴ میلیون نفر جمعیت داشت.

## تاریخچه

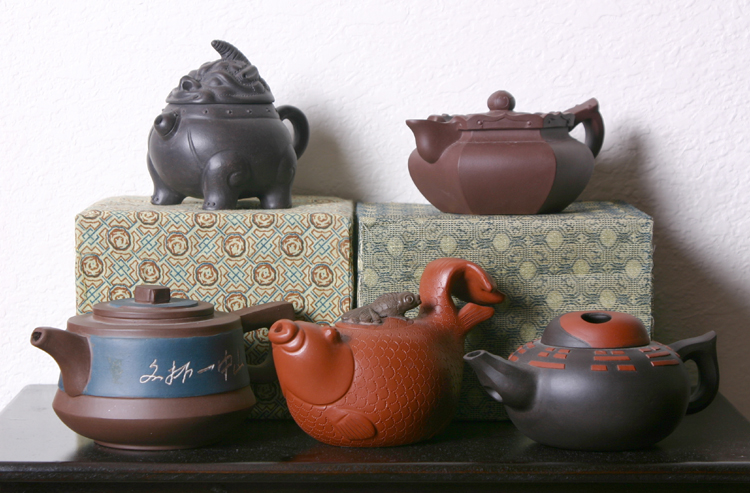
ییشینگ به خاطر قوری‌های سنتی‌اش معروف است.

ییشینگ در ابتدا یانگشیان نامیده می‌شد و در ۲۲۱ قبل از میلاد، در آغاز سلطنت دودمان چین تأسیس شد. بین ۳۰۳ و ۳۱۰، در دوره جین، ژو چی سه شورش در یانگشیان را سرکوب کرد. به مناسبت این رویداد و به افتخار ژو، محل اقامت در چینی «ییشینگ» به معنی «عدالت و رفاه» تغییر نام داد. در زمان فرمانروایی امپراتور سونگ تایزونگ، یک نام ممنوع برای شخصیت پدیدار شد، زیرا نام محاوره‌ای وی ژائو کوانگی بود؛ بنابراین شهر در سال ۹۷۶ دوباره به ییشینگ تغییر نام داد.
ییشینگ به خاطر قوری‌های سنتی‌اش معروف است. در دوره تای‌زونگ (۱۲۷۹–۹۶۰)، خاک رس از دریاچه تایهو در مجاورت آن جمع‌آوری شد و برای ساخت سفال سنتی چینی استفاده می‌شد. تجارت پررونق محصولات سفالگری در ییشینگ به‌وجود آمد. به‌ویژه قوری‌ها و سایر ملزومات برای مراسم چای چینی در محصولات صادراتی بسیار مورد توجه بودند. از قرن هفدهم بسیاری از سفال‌های ییشینگ به غرب صادر شد.
با افزایش محبوبیت سنت بونسای ژاپنی، تقاضای روزافزون برای ظروف سفالی مناسب به‌وجود آمد. بسیاری از سفالگری در ییکسینگ تولید انبوه گلدان ناکاواتاری را آغاز کردند، نوعی گلدان که هنوز برای درختان بونسای به‌طور گسترده مورد استفاده قرار می‌گیرد. بین سالهای ۱۹۱۱ و شروع جنگ جهانی دوم، قابلمه‌های شینتو تولید شد که کاملاً بر اساس خواسته‌های خریداران ژاپنی طراحی شده بود.

## زیرمجموعه اداری

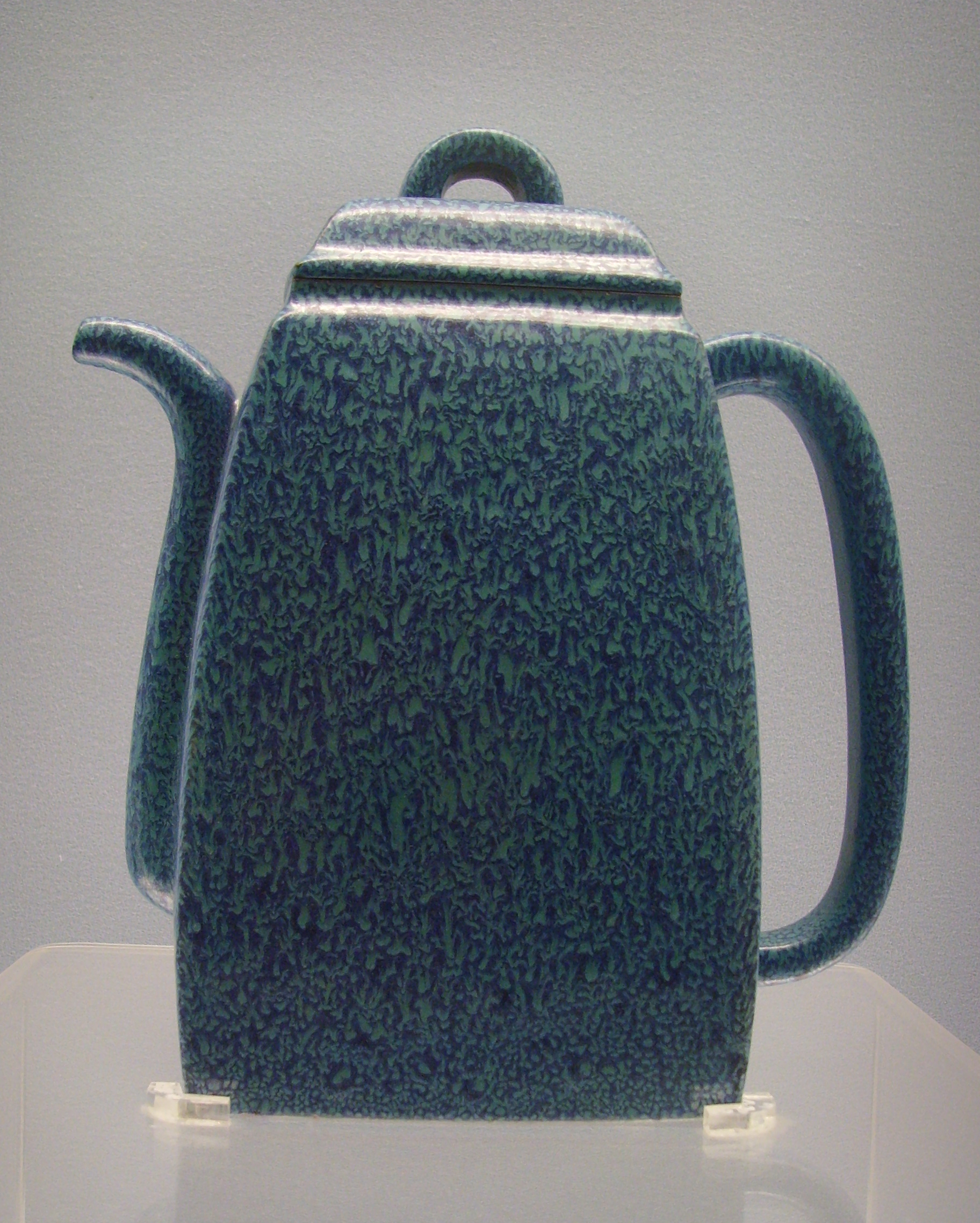
قوری مربوط به دوره امپراتور چیان‌لونگ

ییشینگ به چهار ناحیه فرعی و ۱۴ شهرداری عمده تقسیم می‌شود:
مناطق فرعی
- Yicheng (宜城)
- Fangqiao (芳桥)
- Qiting (屺亭)
- Xinjie (新街)
- Xinzhuang (新庄)
- شهرداری‌های بزرگ
- Dingshu (丁蜀)
- Heqiao (和桥)
- Hufu (湖㳇)
- Gaocheng (高塍)
- Guanlin](官林)
- Taihua (太华)
- Wanshi (万石)
- Xizhu (西渚)
- Xinjian (新建)
- Xushe (徐舍)
- Yangxiang (杨巷)
- Zhangzhu (张渚)
- Zhoutie